# Église de la Croix (Bluffton)
Church of the Cross
Pour les articles homonymes, voir Église de la Croix.

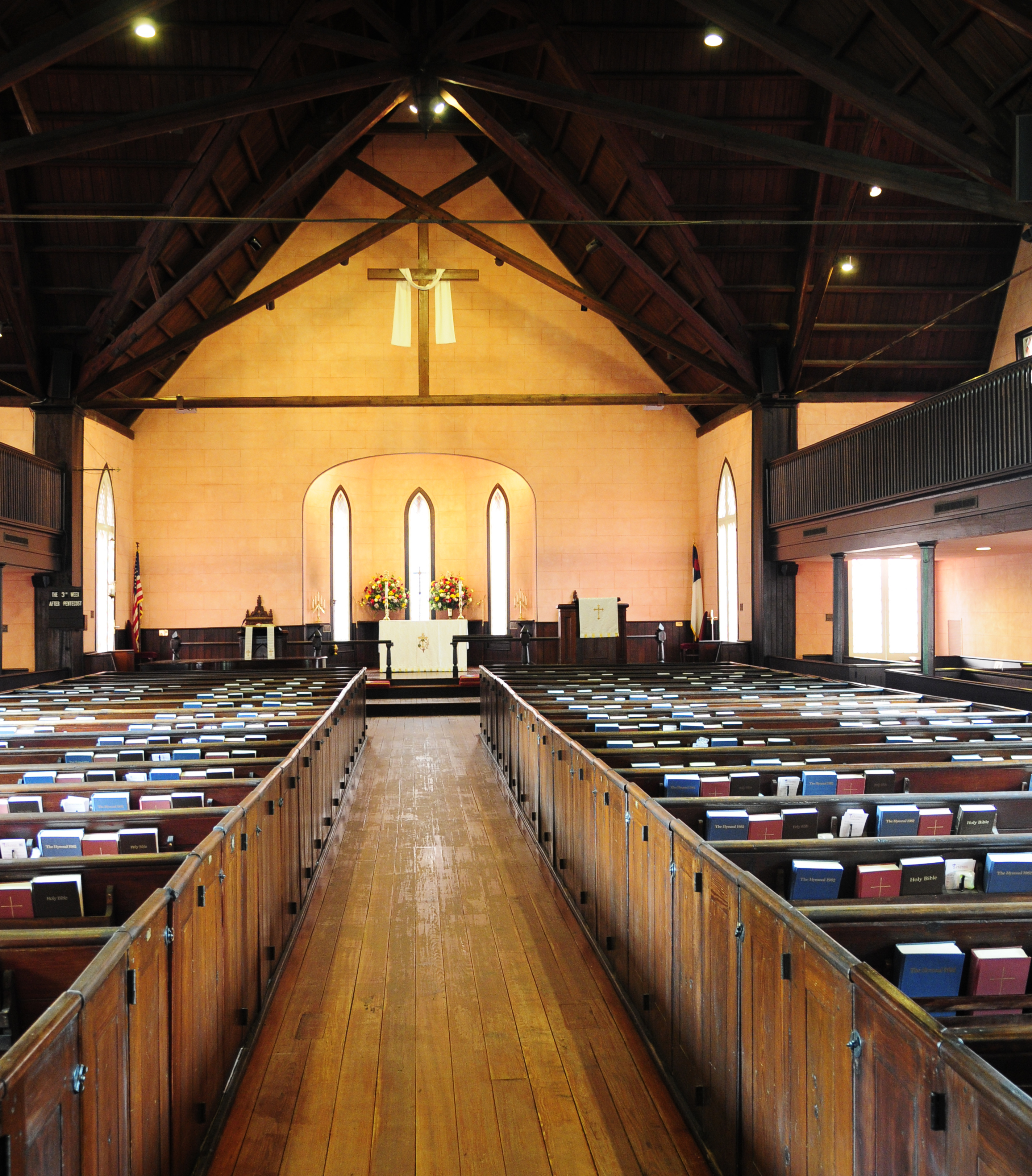
Vue intérieure

L'Église de la Croix (en anglais : Church of the Cross) est une église historique située à Calhoun Street à Bluffton, en Caroline du Sud,.
Elle fut construite en 1857 et inscrite au registre national en 1975. Elle se trouve actuellement dans le diocèse anglican de Caroline du Sud.

## Histoire

### Premières congrégations: 1767-1857
Les activités de culte dans la région de Bluffton trouvent leurs origines dans la création en 1767 de la paroisse de Saint-Luc, où une église est construite près de Pritchardville en 1787. Le service religieux autour de la rivière May a lieu pour la première fois au début des années 1830. La ville de Bluffton, alors récente, était un lieu de repos saisonnier pour les planteurs vivant à l'intérieur des terres et une étape sur la route du ferry entre Savannah et Beaufort. En 1842, une chapelle est construite à proximité de l'emplacement actuel de l'église de la Croix.

### Période d'avant-guerre: 1857-1861
En juillet 1857, le bâtiment est consacré. Un architecte dont l'identitée est débattue mais souvent assimilé à E.B. White conçoit une structure qui est décrite alors comme un « bel édifice gothique cruciforme » (en anglais : handsome cruciform Gothic building). Des arcs en éventail à l'aspect de palmiers surplombent ses fenêtres à meneaux encadrées par des volets grillagés. Les constructeurs sont allés cherche du verre rose pour les fenêtres en Angleterre. À l’intéInrieur, du plâtre rose tendre fait ressortir chaudement la lumière. Le bois de pin est utilisé pour les poutres, du cyprès est utilisé pour le reste du bâtiment,.

### Occupation fédérale: 1861-1865
En 1863, les troupes fédérales entrent dans Bluffton, incendiant la majeure partie de la ville. Bien que l’église ait été épargnée, sa congrégation s’est enfuie. Les services sur ont repris en 1870 après l'arrivée du révérend E.E. Bellinger, qui a supervisé les réparations.

### Après-guerre: 1865-1975
En 1892, le toit est remplacé, mais l'ouragan meurtrier de 1898 l'a endommagé, ainsi que le reste du bâtiment. En février 1900, tout était réparé. Les ouvriers remodelèrent le chœur et façonnèrent, à partir de la chaire et du pupitre d'origine, un autel en bois de noyer surplombé de pierre, une chaire et un pupitre de prière. Une chapelle est créée dans le narthex, facile à chauffer et adaptée au faible nombre de personnes présentes en hiver.

### Congrégation actuelle: 1975-présent
Le registre national des lieux historiques répertorie l'église de la Croix depuis 1975. En raison de la croissance rapide de l'église, ses membres ont fait construire un premier presbytère en 1986. Avec la croissance continue que l'église connait ces dernières années, ce bâtiment est devenu le bureau commercial de l'église en 2001.
En 1997, le mur Narthex est de retour à son emplacement d'origine, agrandissant la nef pour la congrégation grandissante. Des escaliers mènent désormais au balcon rénové au-dessus, qui abrite le chœur et l'orgue anglais installé en 1999. Durant les deux décennies suivantes, l'Église de la Croix se transforme, passant d'une mission à une paroisse, le nombre de paroissiens étant multiplié par vingt. Plus de soixante-dix ministères dirigés par des laïcs sont ajoutés pour servir la paroisse et les communautés voisines.
Les membres de la paroisse ont fondé l'établissement scolaire Cross Schools Inc, qui a ouvert ses portes avec sept élèves de première année en 1998. En 2000, ils achètent un terrain pour un campus scolaire. L'école a par la suite continué de croitre, ajoutant une classe chaque année, dans des espaces loués jusqu'à la construction du premier bâtiment en 2005. Aujourd'hui, Cross Schools accueille plus de 600 élèves, dont l'âge va de douze mois jusqu'au lycée ; et avec des classes senior dont la première est ajoutée en 2023. Une chapelle traditionnelle est ajoutée au campus de Cross Schools en 2020, où se trouvent désormais les bureaux paroissiaux de l'Église, où des réunions hebdomadaires pour les étudiants sont organisées et où un service traditionnel du week-end est tenu. La phase VI de construction sur le campus s'est achevée en 2021 avec la construction d'un bâtiment de trois étages destiné à l'athlétisme et au lycée.
L'école est mentionnée dans l'histoire de la paroisse car elle fonctionne en partenariat avec celle-ci, qui utilise l'espace du campus pour organiser des services de culte contemporains le dimanche matin.

## Culte
Le département du culte est, comme l'église elle-même, basé sur la doctrine et la pratique de l'Église anglicane et un mélange du Livre de la prière commune et du culte contemporain. Six services ont lieu chaque semaine sur deux campus.